# 7. World Scout Jamboree 1951
Das 7. World Scout Jamboree (Weltpfadfindertreffen) fand vom 3. August bis zum 13. August 1951 in Bad Ischl (Oberösterreich) statt. Teilnehmer waren  12.884 Pfadfinder aus 61 Nationen. Nach 1951 fand kein weiteres World Scout Jamboree in Österreich statt. Das Lagermotto lautete Jamboree of Simplicity („Jamboree der Einfachheit“).

## Durchführung
Das Lager war in sieben Unterlager für die Teilnehmer aufgeteilt, die nach den Bundesländern Österreichs benannt wurden. Zwei weitere Unterlager nahmen die Delegationsleitungen und Gäste auf. 521 sogenannte Dienstrover unterstützen die Durchführung des Lagers.
Zentrale Programmpunkte waren die Lagereröffenung und der Lagerabschluss, ein Brückenbauwettbewerb der Teilnehmergruppen und zwei gemeinsame Lagerfeuerabende für Teilnehmer und Besucher des Lagers.

## Symbole
Lagersymbol war eine Maultrommel, die eine Pfadfinderlilie umfasst; auf dem Lager wurden 10.000 Maultrommeln verkauft. Das Lagerlied „Brüder auf und hört die Melodie“  wurde von Alexej Stachowitsch gedichtet und vertont. 
Von der österreichischen Post wurde eine Sonderbriefmarke mit einer Auflage von 1.000.000 Exemplaren herausgegeben.

## Finanzierung
Sechs Millionen Österreichische Schilling (436.037 €) betrug das Budget für das Jamboree. Davon wurden 500.000 Schilling (36.336,41 €) als Subvention von der österreichischen Bundesregierung und 150.000 Schilling (10.900,93) vom Land Oberösterreich gewährt. Der Lagerbeitrag pro Teilnehmer betrug 338 Schilling (24,56 €).

## Reunionen
1991 und 2001 (im Rahmen des Bundeslager b.open) fand eine Reunion des 7. Weltjamborees in Bad Ischl statt. Es wurden neben dem Gedenkstein für das Jamboree Zusatzsteine gesetzt.